# Sulangai
Sulangai is een bestuurslaag in het regentschap Badung van de provincie Bali, Indonesië. Sulangai telt 3929 inwoners (volkstelling 2010).